# Донабедян, Аведис
Аведис Донабедян (арм. Ավետիս Տոնապետյան, Аветис Тонапетян, англ. Avedis Donabedian; 7 января 1919, Бейрут, Ливан — 9 ноября 2000, Анн-Арбор, США) — американский учёный, специалист по медицине, доктор медицины, профессор, основатель системы оценки качества медицинской помощи. Создатель Донабедянской модели — модели изучения услуг здравоохранения и оценки качества медицинской помощи.

## Биография
Аведис Донабедян родился в Бейруте, Ливан, 7 января 1919 года, в армянской семье. В детстве он переехал в небольшой городок недалеко от Иерусалима после того, как его семья бежала от геноцида армян.
Спустя годы, Донабедян поступил в Американский университет в Бейруте, где получил степень бакалавра в 1940 году и степень доктора медицины в 1944 году. Он работал врачом общей практики в Иерусалиме и Бейруте до 1954 года, когда он переехал в Бостон.
В 1955 году он окончил Гарвардскую школу общественного здравоохранения со степенью магистра здравоохранения (с отличием). Он преподавал профилактическую медицину в Нью-Йоркском медицинском колледже с 1957 по 1961 год. Школа общественного здравоохранения Мичиганского университета приняла его на работу в 1961 году и он оставался там 28 лет. В 1979 году он был удостоен звания заслуженного профессора общественного здравоохранения Натана Синай в Мичиганском университете в знак признания его вклада в общественное здравоохранение.
В 1969 году Донабедян получил премию Дина Конли, а в 1976 году Американская медицинская ассоциация вручила ему медаль Джорджа Уэлча. Он был одним из первых членов Института медицины Национальной академии наук, а также почетным членом Национальной академии Мексики и Королевского колледжа врачей общей практики Соединенного Королевства. Его именем названы фонды, библиотеки и исследовательские центры в Испании, Аргентине, Италии, Израиле и Мексике.
В 1986 году получил премию Американского фонда Бакстера за исследования в области здравоохранения.
Он вышел на пенсию в 1989 году, но продолжал занимать должность почётного профессора до своей смерти 9 ноября 2000 года.

## Научная сфера
Донабедян сопоставил растущую литературу по исследованиям в области здравоохранения, появившуюся в 1950-х и начале 1960-х годов, и представил свои выводы в объемной статье 1966 года под названием «Оценка качества медицинской помощи». В ней он изложил необходимость изучения качества медицинского обслуживания с точки зрения структуры, процесса и результатов.
Большая часть его последующих работ представляла собой детальное изложение концепций и методов, необходимых для изучения этих фундаментальных аспектов здравоохранения. Он был одним из первых сторонников системного управления в сфере здравоохранения. Он стремился определить каждый аспект качества систем здравоохранения и предложил модели его измерения в более чем 100 статьях и 11 книгах. К ним относятся доступ к медицинскому обслуживанию, полнота и точность медицинских записей, предвзятость наблюдателя, удовлетворенность пациентов и культурные предпочтения в сфере здравоохранения. Итог его усилий можно найти в его трилогии «Исследования в области оценки и мониторинга качества» (1980-85), масштабной работе, основанной на личных исследованиях и аналитической мысли, направленной на каждый аспект предоставления медицинской помощи. В ней он предложил семь столпов качества: эффективность, результативность, оптимальность, приемлемость, легитимность, справедливость и стоимость.